# Hilchenbach
Hilchenbach település Németországban, azon belül Észak-Rajna-Vesztfália tartományban. Lakosainak száma 14 714 fő (2023. december 31.). Hilchenbach Kreuztal és Netphen községekkel határos.

## Népesség
A település népességének változása:
| Lakosok száma | 15 447 | 14 949 | 14 906 | 14 583 | 14 775 | 14 714 |
|               | 1975   | 2017   | 2019   | 2021   | 2022   | 2023   |